# 白苞裸蒴
白苞裸蒴（学名：Gymnotheca involucrata）为三白草科裸蒴属下的一个种。